# 역물음표
역물음표(逆물음標,signo de interrogación invertido, 뒤집힌 물음표)는 에스파냐어 등에서 쓰이는 문장 부호이다. 에스파냐어에 물음표와 함께 사용하여 의문문을 나타내며, 의문문의 첫부분에 쓴다. 문장 중간에도 쓸 수 있는데 이때는 의문문이 시작됨을 알려준다. 유니코드 U+00BF이다.

## 예
- ¿Qué dices? →뭐라고?
- Aunque no puedes ir con ellos, ¿quieres ir con nosotros? →당신이 그들과는 갈 수 없다면, 우리와 함께 가지 않으시겠습니까?

## 같이 보기
- 역느낌표 (¡)
- 물음표
- 아이러니 기호